# Turnia nad Szczotami
Die Turnia nad Szczotami ist ein Berg in der polnischen Hohen Tatra mit einer Höhe von 1741 m n.p.m.

## Lage und Umgebung
Unterhalb des Gipfels liegen die Täler Dolina Roztoki und Dolina Białki. 
Nachbargipfel im Massiv des Wołoszyn sind Wierch nad Zagonnym Żlebem und Roztocka Turniczka. Unterhalb des Gipfels befindet sich der Wasserfall Wodogrzmoty Mickiewicza.

## Etymologie
Der Name Turnia nad Szczotami lässt sich als Turm über den Besen übersetzen. Mit Besen sind hier steile Hänge gemeint, die die Góralen an aufrecht stehende Besen erinnert haben. 

## Tourismus
Die Turnia nad Szczotami war von 1903 bis 1932 Teil des Höhenwegs Orla Perć. Der Abschnitt vom Bergpass Krzyżne bis zur Alm Polana pod Wołoszynem wurde jedoch 1932 geschlossen. Das Gebiet stellt seither ein striktes Naturreservat dar. Es ist für Wanderer nicht zugänglich.

## Belege
- Zofia Radwańska-Paryska, Witold Henryk Paryski, Wielka encyklopedia tatrzańska, Poronin, Wyd. Górskie, 2004, ISBN 83-7104-009-1.
- Tatry Wysokie słowackie i polskie. Mapa turystyczna 1:25.000, Warszawa, 2005/06, Polkart ISBN 83-87873-26-8.